# Мараба (микрорегион)
Мараба (порт. Microrregião de Marabá) — микрорегион в Бразилии, входит в штат Пара. Составная часть мезорегиона Юго-восток штата Пара. Население составляет 284 746 человек (на 2010 год). Площадь — 20 073,250 км². Плотность населения — 14,19 чел./км².

## Демография
Согласно сведениям, собранным в ходе переписи 2010 г. Национальным институтом географии и статистики (IBGE), население микрорегиона составляет:
| Полное население                             | Полное население                             | Полное население                             | Полное население                             | 284 746 |
| -------------------------------------------- | -------------------------------------------- | -------------------------------------------- | -------------------------------------------- | ------- |
| в том числе:                                 | Городское население                          | 212 964                                      | Процент городского населения, %              | 74,79   |
|                                              | Сельское население                           | 71 782                                       | Процент сельского населения, %               | 25,21   |
|                                              | Мужское население                            | 144 957                                      | Процент мужского населения, %                | 50,91   |
|                                              | Женское население                            | 139 789                                      | Процент женского населения, %                | 49,09   |
| Плотность населения, чел/км²                 | Плотность населения, чел/км²                 | Плотность населения, чел/км²                 | Плотность населения, чел/км²                 | 14,19   |
| Население микрорегиона в % к населению штата | Население микрорегиона в % к населению штата | Население микрорегиона в % к населению штата | Население микрорегиона в % к населению штата | 3,76    |

## Статистика
- Валовой внутренний продукт на 2003 год составляет 1 101 754 877,00 реалов (данные: Бразильский институт географии и статистики).
- Валовой внутренний продукт на душу населения на 2003 год составляет 4592,42 реалов (данные: Бразильский институт географии и статистики).
- Индекс развития человеческого потенциала на 2000 год составляет 0,698 (данные: Программа развития ООН).

## Состав микрорегиона
В составе микрорегиона включены следующие муниципалитеты:
1. Брежу-Гранди-ду-Арагуая
2. Мараба
3. Палестина-ду-Пара
4. Сан-Домингус-ду-Арагуая
5. Сан-Жуан-ду-Арагуая